# کوه زمبر
کوه زمبر یک کوه در عراق است که در استان نینوا واقع شده‌است.